# Кейльхау, Ханс Вильгельм

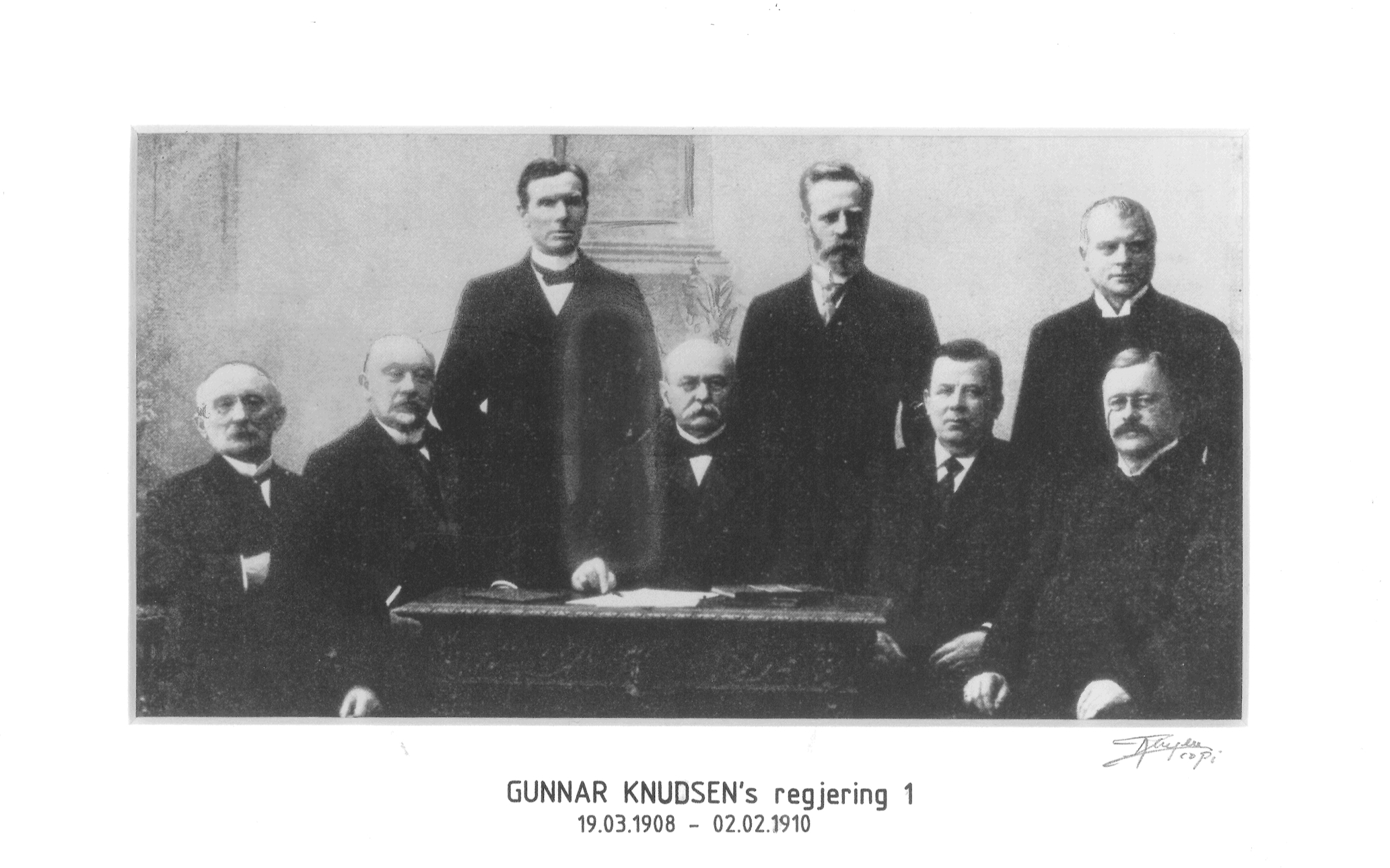
Члены правительства Норвегии 1913 года. Ханс Кейльхау первый слева

Ханс Вильгельм Допп Мандалл Кейльхау (норв. Hans Vilhelm Keilhau; 18 августа 1845, Берген — 31 января 1917, Осло) — норвежский военный и государственный деятель, генерал-майор, военный министр Норвегии (31 января 1913 — 8 августа 1914).

## Биография
Сын подполковника Вильгельма Кристиана Кейльхау. Племянник учёного-экономиста Вильгельма Кейльхау. В 1870 году окончил военное училище. Подпоручик артиллерии с 1872 , поручик — с 1876 г., капитан — с 1888 г., майор — с 1892 г. В 1900 году получил чин генерал-майора.
В 1885-1888 г. — армейский суперинтендант, окружной суперинтендант в 1892–1896 г., интендант артиллерии — 1896–1900 г.,  генерал-интендант и командир интендантского сторожевого корпуса с 1900 г.
Член Либеральной партии Норвегии.
Занимал пост министра обороны Норвегии во втором правительстве премьера Гуннара Кнудсена с 31 января 1913 года по 8 августа 1914 года. Деятельность Кейльхау на посту министра обеспечивала хорошее состояние снабжения армии ввиду возможного военного конфликта в связи с распадом Шведско-норвежской унии.
Ушёл в отставку в связи с началом Первой мировой войны.